# Habitatge plurifamiliar al carrer Margarit, 34 (Barcelona)
Habitatge plurifamiliar al carrer Margarit, 34 és una obra de Barcelona protegida com a Bé Cultural d'Interès Local.

## Descripció
Aquest edifici es troba al carrer Margarit, al barri de Poble Sec. És entre mitgeres i consta de planta baixa, cinc pisos i terrat. A la planta baixa s'obren tres portes allindades; les laterals tenen la llinda decorada amb un enreixat de ferro forjat i la central té tot l'intradós decorat amb una banda de ferro forjat amb decoració floral. El parament en aquest nivell és de maó vist, fruit d'una restauració feta a principis del segle XXI. Als pisos superiors s'obren dues obertures per planta als extrems de la façana, deixant l'espai central lliure. Aquestes obertures estan emmarcades per una motllura i tenen la llinda decorada amb relleus vegetals. Al primer i cinquè pis hi ha un balcó corregut que va d'un extrem a l'altre de la façana; tenen la barana de ferro forjat i la llosana es recolza sobre mènsules, que les del primer pis estan decorades amb caps humans. Als segon, tercer i quart pis les obertures s'obren a balcons individuals, de característiques similars als anteriors, i l'espai central queda ocupat per un gran esgrafiat, emmarcat amb una motllura, on es representa una al·legoria a la indústria amb una dona que porta una roda i un paisatge amb xemeneies de fabriques al fons, tot envoltat de flors. La resta del parament de la façana està ple d'esgrafiats de temàtica floral. A l'últim pis hi ha tres semi-columnes, una al centre i dos als extrems més llargues que la central, que es recolzen sobre mènsules vegetals, tenen el fus amb acanaladures en diagonal i capitell amb motius vegetals; aquestes columnes es repeteixen en altres immobles del barri com en el número 30 del mateix carrer (fitxa 42509). Aquestes columnes aguanten una cornisa sobre la qual es recolza el coronament format per dos balcons semicirculars amb barana de ferro forjat i un frontó esglaonat al centre decorat amb l'escut de Catalunya.
El vestíbul de l'edifici està decorat amb esgrafiats de motius vegetals estilitzats i l'escala amb una sanefa d'animals fantàstics alats.